# ويليام إيلي بيكر
ويليام إيلي بيكر (بالإنجليزية: William Eli Baker)‏ هو محامي وقاضي أمريكي، ولد في 25 فبراير 1873، وتوفي في 4 يونيو 1954.